# Le Plessier-Rozainvillers
Le Plessier-Rozainvillers és un municipi francès situat al departament del Somme i a la regió dels Alts de França. L'any 2007 tenia 609 habitants.

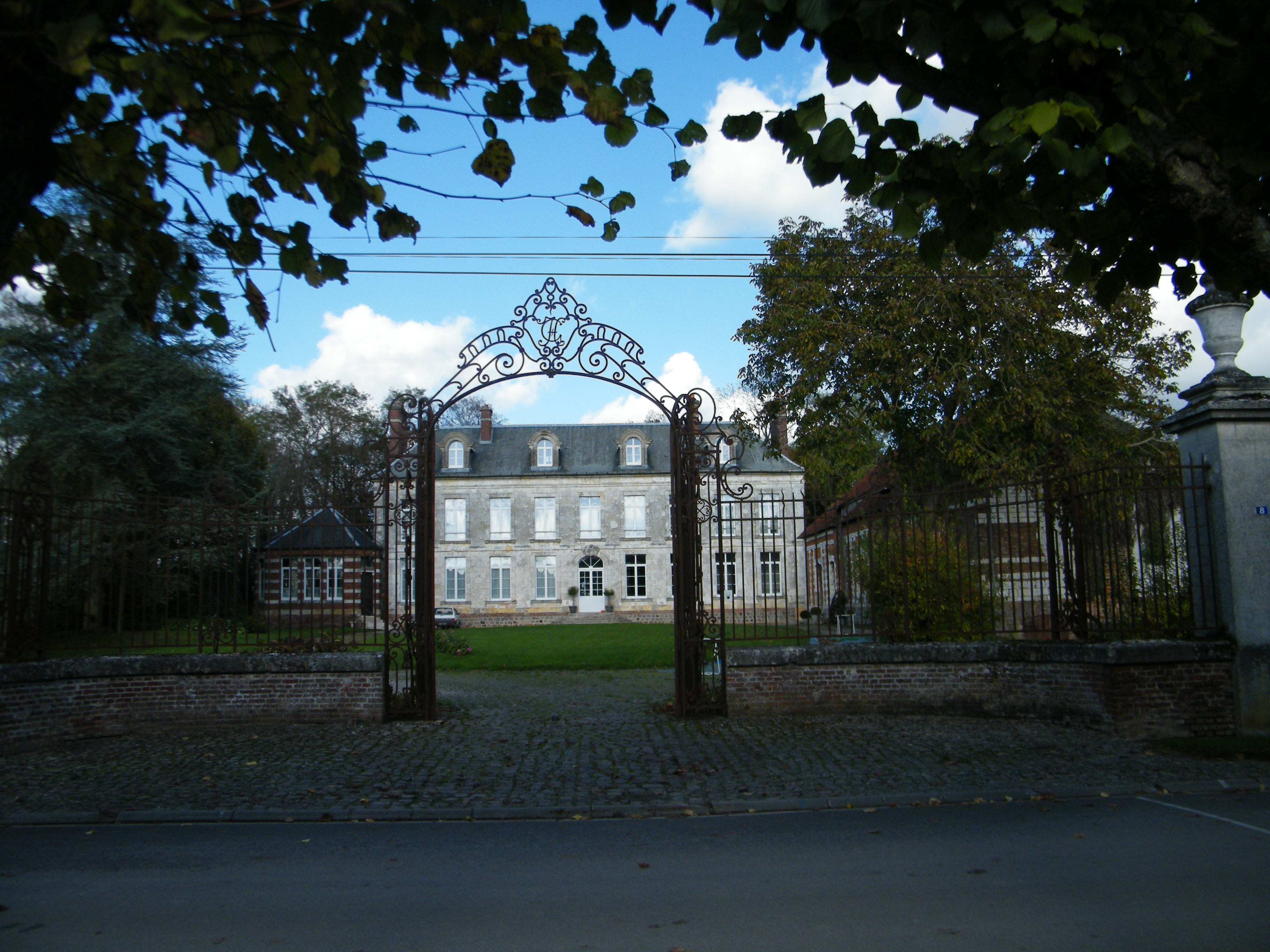

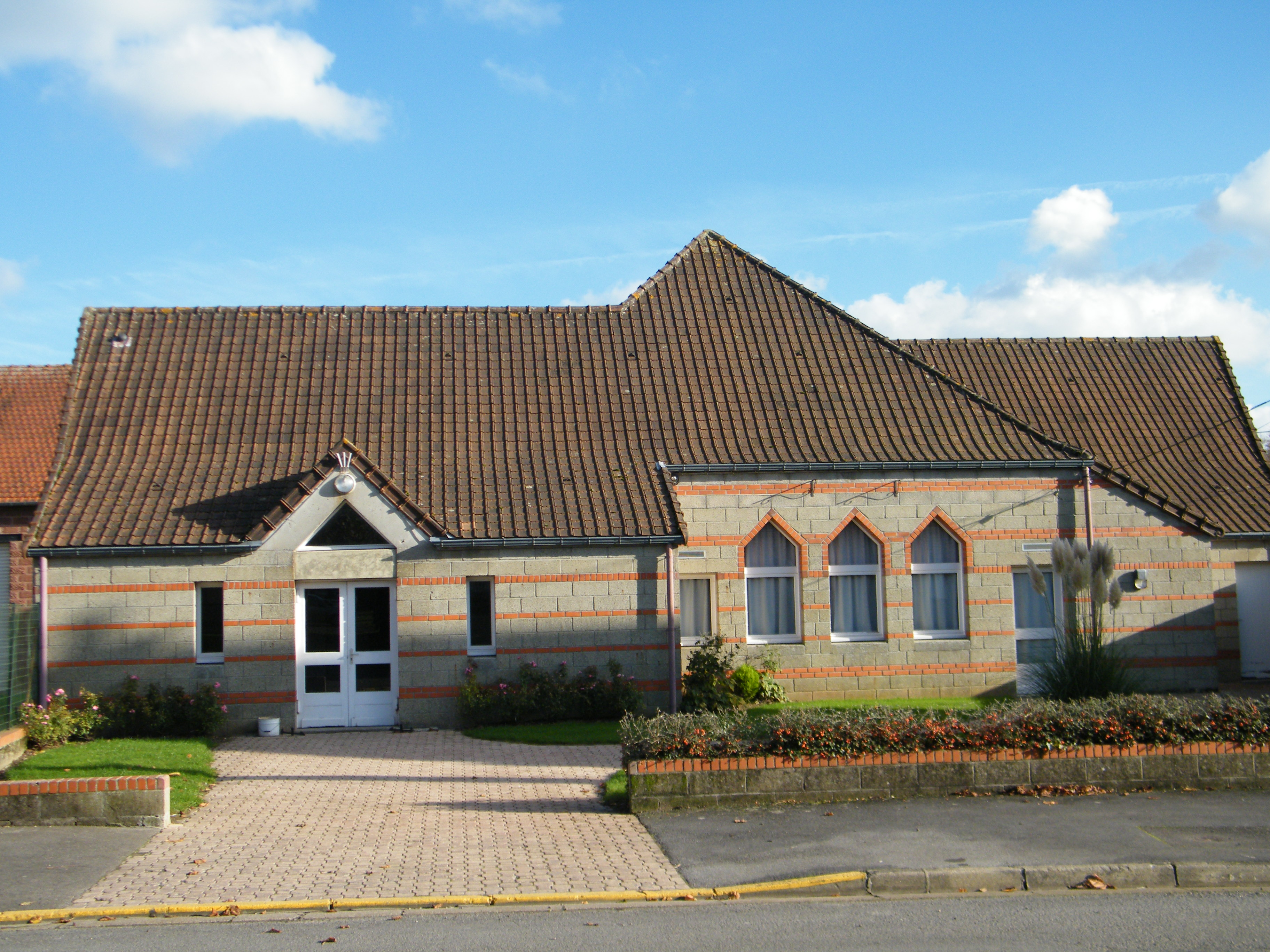

## Demografia

### Població

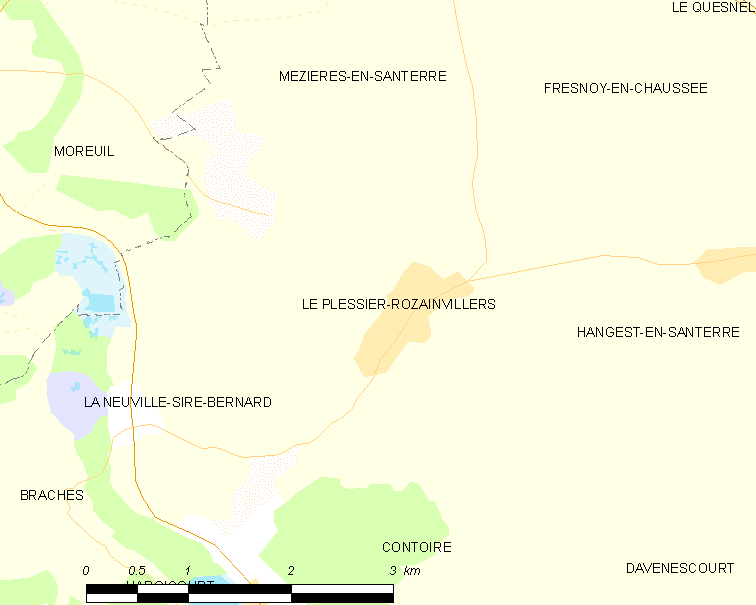

El 2007 la població de fet de Le Plessier-Rozainvillers era de 609 persones. Hi havia 236 famílies de les quals 48 eren unipersonals (24 homes vivint sols i 24 dones vivint soles), 80 parelles sense fills, 80 parelles amb fills i 28 famílies monoparentals amb fills.

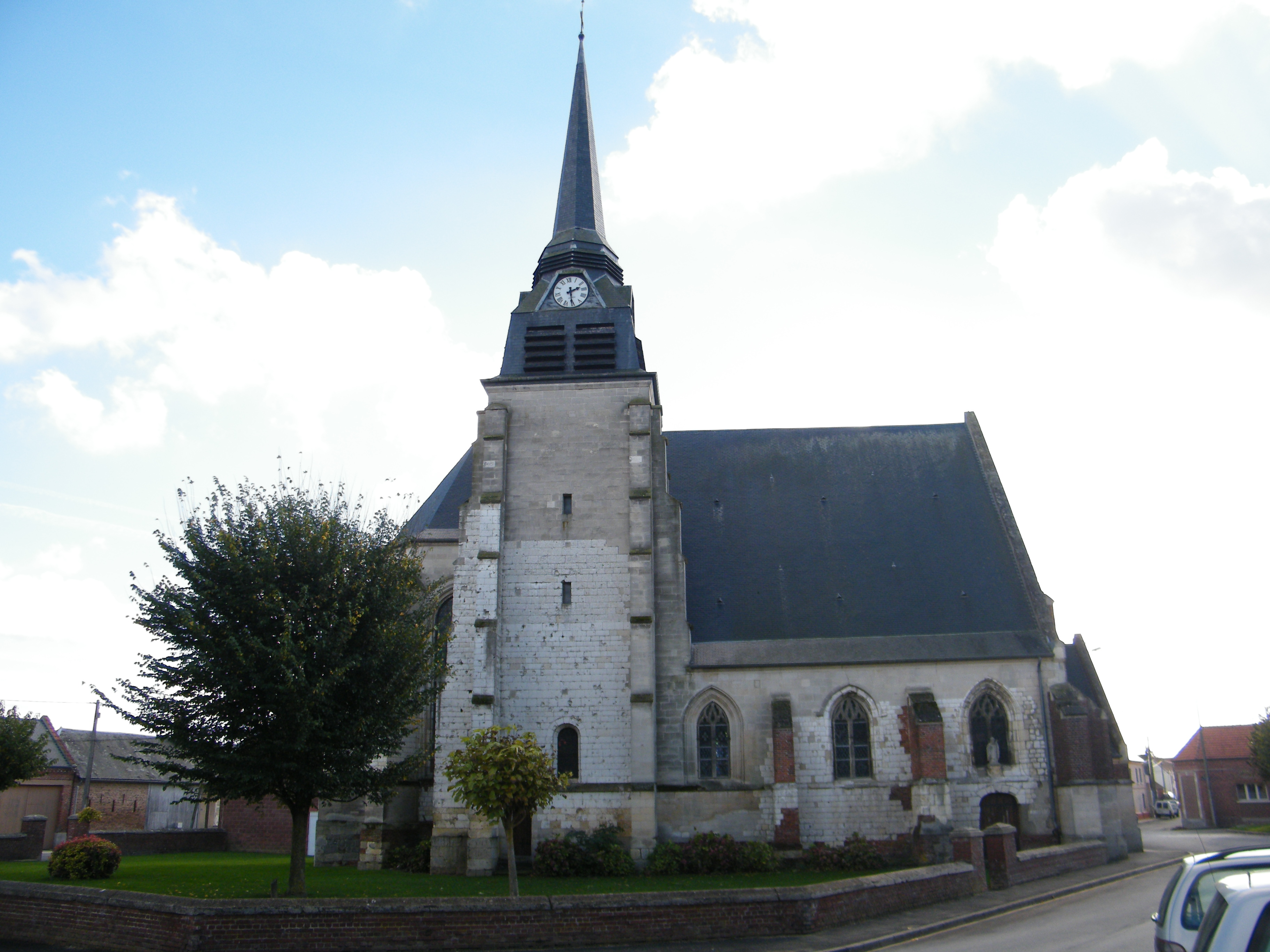

La població ha evolucionat segons el següent gràfic:
Habitants censats

### Habitatges
El 2007 hi havia 257 habitatges, 236 eren l'habitatge principal de la família, 10 eren segones residències i 11 estaven desocupats. 255 eren cases i 1 era un apartament. Dels 236 habitatges principals, 198 estaven ocupats pels seus propietaris, 36 estaven llogats i ocupats pels llogaters i 2 estaven cedits a títol gratuït; 1 tenia una cambra, 5 en tenien dues, 32 en tenien tres, 61 en tenien quatre i 137 en tenien cinc o més. 50 habitatges disposaven pel capbaix d'una plaça de pàrquing. A 90 habitatges hi havia un automòbil i a 126 n'hi havia dos o més.

### Piràmide de població

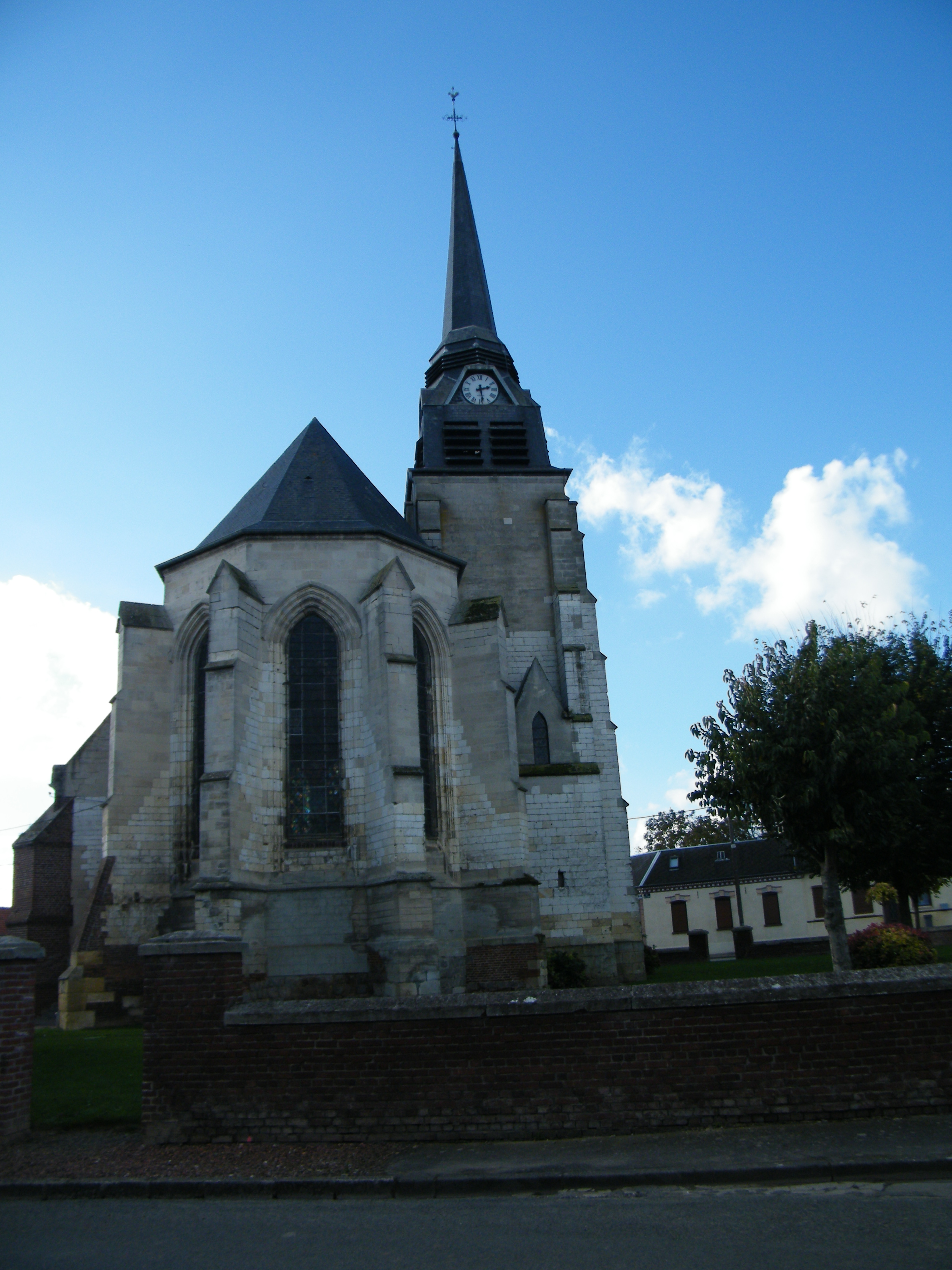

La piràmide de població per edats i sexe el 2009 era:
| Homes | Edats   | Dones |
| ----- | ------- | ----- |
| 0     | 95 o +  | 0     |
| 0     | 90 a 94 | 4     |
| 4     | 85 a 89 | 8     |
| 0     | 80 a 84 | 16    |
| 20    | 75 a 79 | 16    |
| 12    | 70 a 74 | 16    |
| 12    | 65 a 69 | 16    |
| 4     | 60 a 64 | 4     |
| 16    | 55 a 59 | 16    |
| 28    | 50 a 54 | 8     |
| 12    | 45 a 49 | 24    |
| 12    | 40 a 44 | 8     |
| 16    | 35 a 39 | 16    |
| 36    | 30 a 34 | 40    |
| 24    | 25 a 29 | 20    |
| 4     | 20 a 24 | 20    |
| 24    | 15 a 19 | 12    |
| 16    | 10 a 14 | 24    |
| 16    | 5 a 9   | 20    |
| 16    | 0 a 4   | 16    |

## Economia

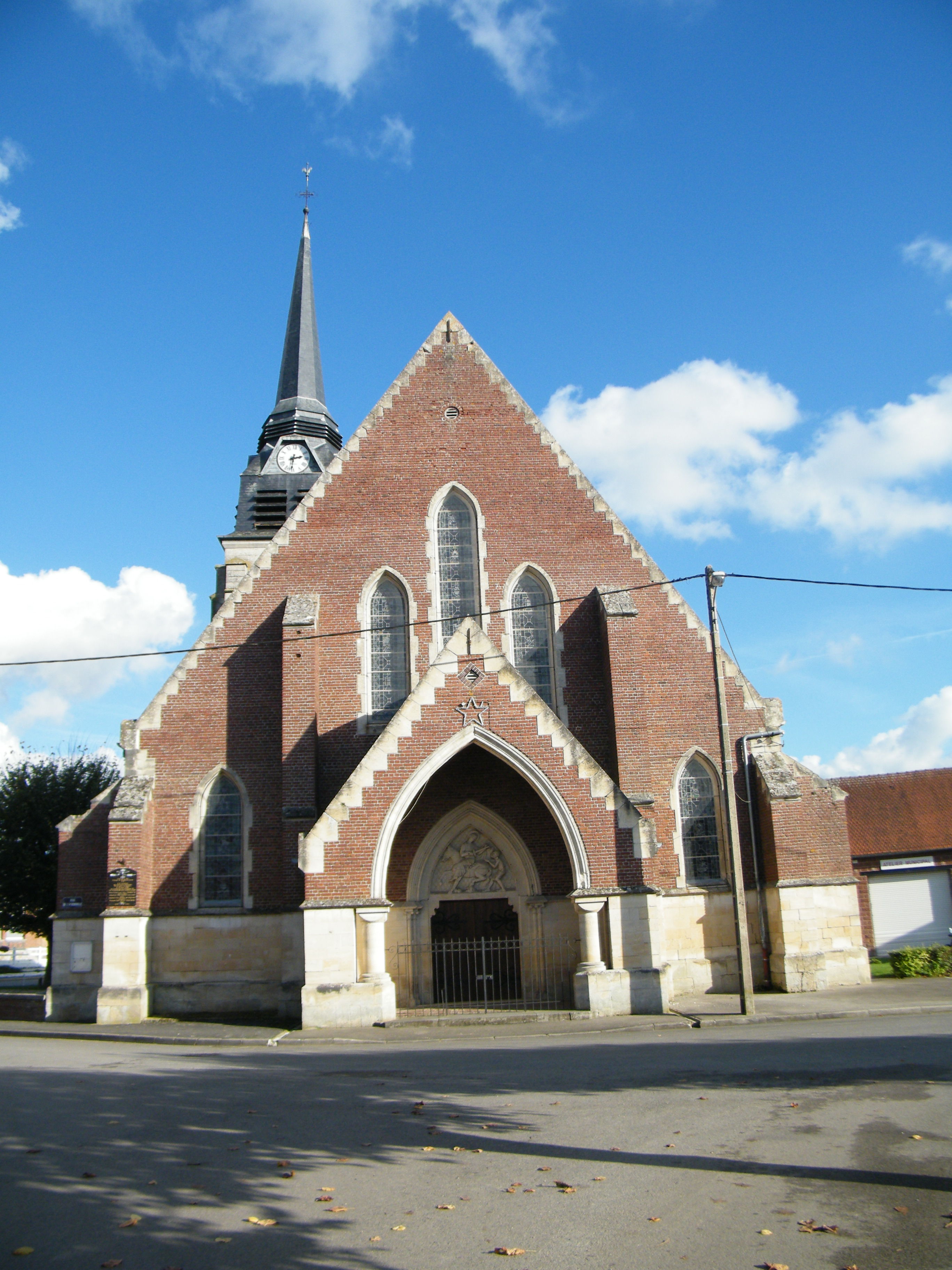

El 2007 la població en edat de treballar era de 388 persones, 275 eren actives i 113 eren inactives. De les 275 persones actives 242 estaven ocupades (136 homes i 106 dones) i 33 estaven aturades (14 homes i 19 dones). De les 113 persones inactives 43 estaven jubilades, 30 estaven estudiant i 40 estaven classificades com a «altres inactius».

### Ingressos
El 2009 a Le Plessier-Rozainvillers hi havia 249 unitats fiscals que integraven 657 persones, la mediana anual d'ingressos fiscals per persona era de 16.557 €.

### Activitats econòmiques

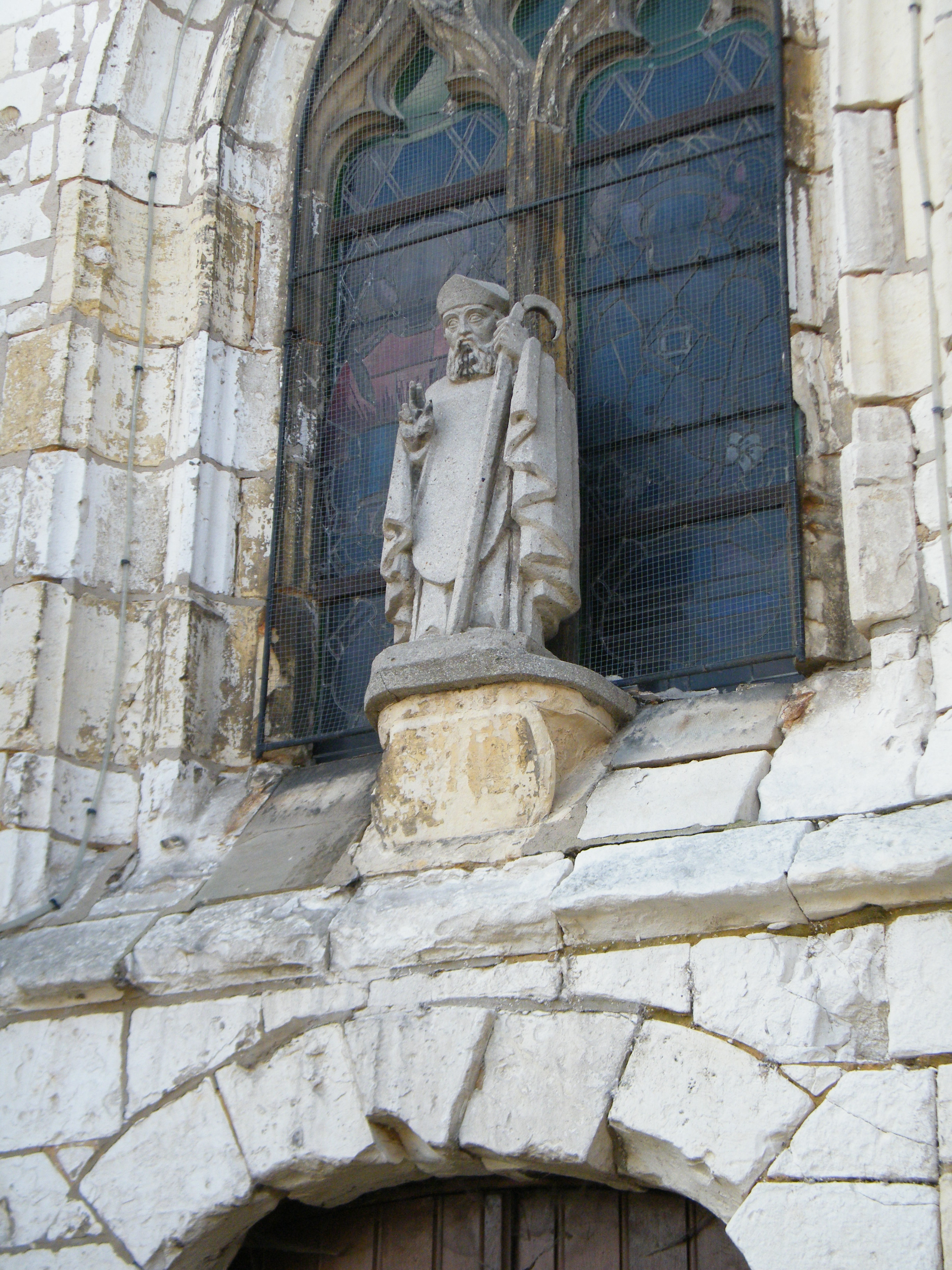

Dels 18 establiments que hi havia el 2007, 3 eren d'empreses de fabricació d'altres productes industrials, 5 d'empreses de construcció, 3 d'empreses de comerç i reparació d'automòbils, 2 d'empreses de transport, 1 d'una empresa d'hostatgeria i restauració, 1 d'una empresa financera, 2 d'empreses de serveis i 1 d'una empresa classificada com a «altres activitats de serveis».
Dels 7 establiments de servei als particulars que hi havia el 2009, 1 era un taller de reparació d'automòbils i de material agrícola, 1 paleta, 1 fusteria, 3 lampisteries i 1 restaurant.
L'any 2000 a Le Plessier-Rozainvillers hi havia 15 explotacions agrícoles que ocupaven un total de 972 hectàrees.

## Equipaments sanitaris i escolars

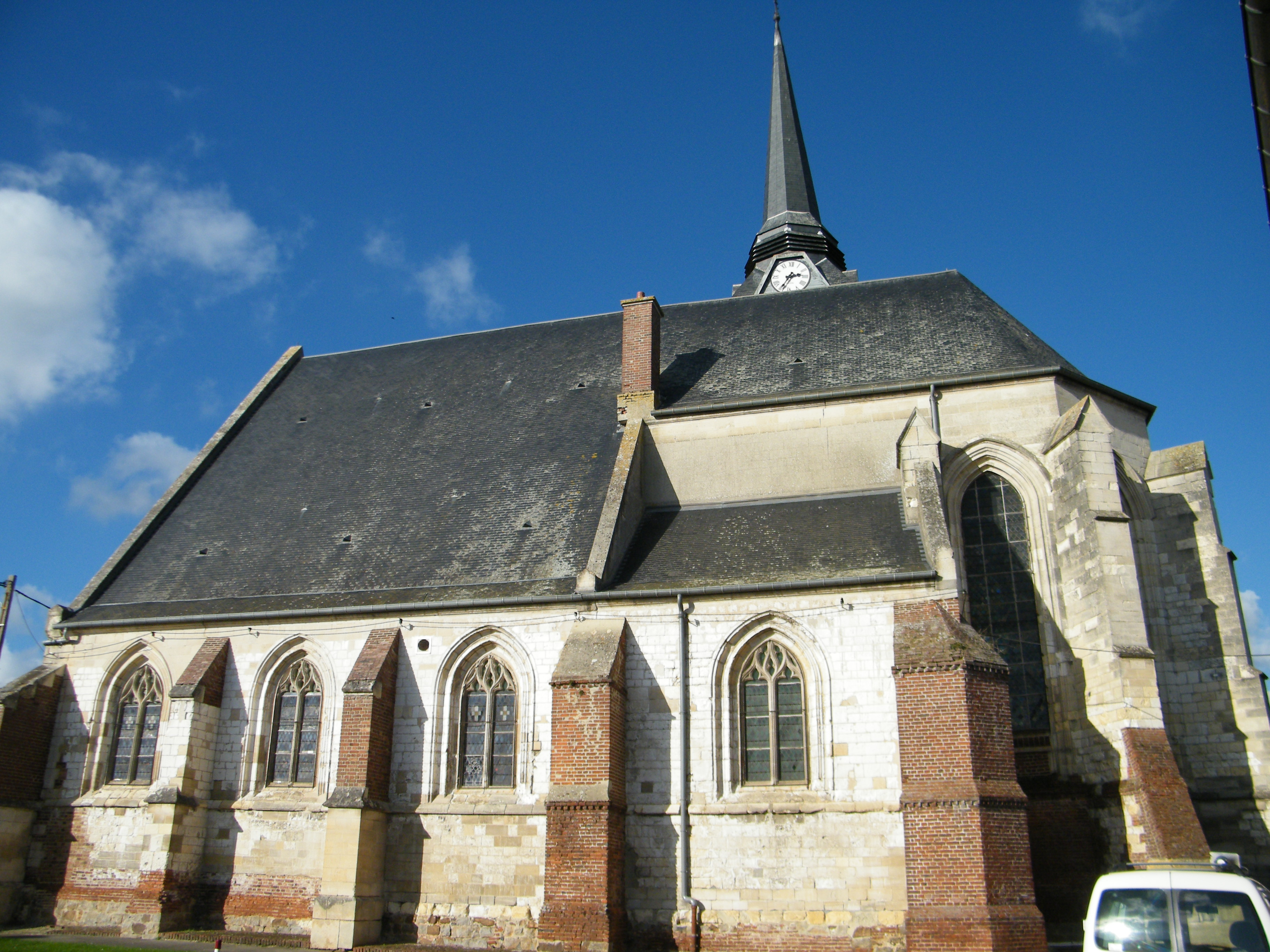

El 2009 hi havia una escola elemental.

## Poblacions més properes
El següent diagrama mostra les poblacions més properes.